# Forræderen
 For alternative betydninger, se Forræder. (Se også artikler, som begynder med Forræder)
Forræderen er en dansk stum dramafilm fra 1910 produceret af Nordisk Films Kompagni. Filmens instruktør er ukendt.

## Handling
Løjtnant Dobrinow, en afvist frier til general Zobrinoffs datter, er i liga og sammensværgelse med fjenderne i sit land for at sælge dem visse vigtige planer og krigsdokumenter. På grund af afslagets ydmygelse skaber hun mistanke om tyveri af planerne om at falde på hans succesrige rival, løjtnant Orlof. Generalen opdager til sin forbløffelse tabet af papirerne, og som Dobrinow har forudbestemt, falder mistanken på den uskyldige Orlof, der efter en kort retssag dømmes til døden. Orlofs venner, som imidlertid er sikre på hans uskyld, gør alt for at spore den rigtige lovovertræder, og til sidst mistænkes løjtnant Dobrinow selv. Han efterfølges og arresteres i hemmelighed sammen med repræsentanter for fjenden. Fejlen ved Orlofs anholdelse bliver snart gjort klart for general Zodanoff, der øjeblikkeligt sender en budbringer for at stoppe henrettelsen. Han ankommer i tide, og den uskyldige officer løslades straks, hvorpå han snart igen står ved sin kærestes side.

## Medvirkende
- August Blom - General Zodanoff
- Einar Zangenberg - Løjtnant Orlof
- Alwin Neuss - Løjtnant Dobrinow
- Ellen Kornbeck - Generalens datter
- Hr. Thomsen - En menig soldat